# Timia danieli
Timia danieli är en tvåvingeart som beskrevs av František Gregor Jr 1970. Timia danieli ingår i släktet Timia och familjen fläckflugor.
Artens utbredningsområde är Pakistan. Inga underarter finns listade i Catalogue of Life.